# بيتر ريتشاردسون (لاعب كريكت)
بيتر ريتشاردسون (4 يوليو 1931 في المملكة المتحدة - 16 فبراير 2017) (بالإنجليزية: Peter Richardson)‏ هو لاعب كريكت بريطاني. شارك مع منتخب إنجلترا للكريكت. أما مع النوادي، فقد لعب مع نادي مقاطعة ورسسترشاير للكريكيت ‏ وKent County Cricket Club ‏.

## وصلات خارجية
- بيتر ريتشاردسون على موقع إي آس بي آن كريك إنفو (الإنجليزية)